# Campeonato Europeo de kilómetro contrarreloj

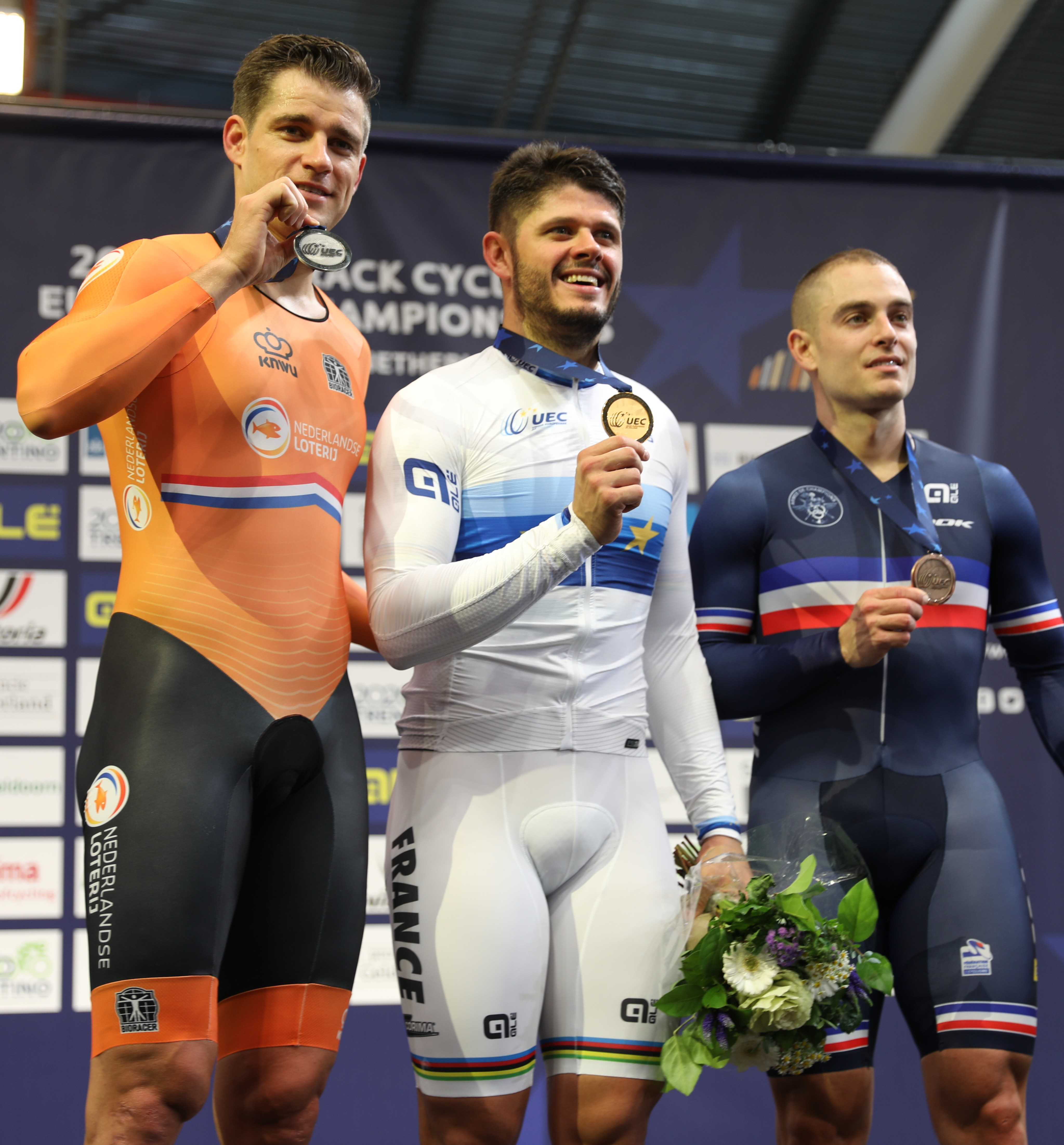
Presentación de medallas en el podio.

El Campeonato Europeo de kilómetro contrarreloj es el campeonato de Europa de Puntuación organizado anualmente por la UEC. Se lleva disputando desde el 2014 dentro de los Campeonatos de Europa de ciclismo en pista.

## Palmarés
| Evento | Oro              | Plata          | Bronce           |
| ------ | ---------------- | -------------- | ---------------- |
| 2014   | Callum Skinner   | Joachim Eilers | Quentin Lafargue |
| 2015   | Jeffrey Hoogland | Joachim Eilers | Robin Wagner     |
| 2016   | Quentin Lafargue | Eric Engler    | Tomáš Bábek      |